# Wilhelm Druck
Wilhelm Druck (* 11. März 1916 in Hagen (Westf.); † 13. August 1974 in Eschenstruth) war ein deutscher Politiker (CDU und SRP) und Abgeordneter des Niedersächsischen Landtages.

## Leben
Nach der Volksschule besuchte Druck die höhere Maschinenbauschule und arbeitete bis 1935 als Maschinenbautechniker. Er war aktiv in der christlichen Jugendbewegung des Ruhrgebietes. In den Jahren 1935 bis 1945 war der Segelflieger Druck als Freiwilliger in der Luftwaffe und bei den Kampffliegern und Sturzkampffliegern und in der Legion Condor während des Spanischen Bürgerkrieges aktiv. Schwerkriegsverletzt arbeitete er nach Ende des Zweiten Weltkrieges als selbstständiger technischer Exportkaufmann. 
Wilhelm Druck wurde von 20. April 1947 bis 23. Oktober 1952 Mitglied des Niedersächsischen Landtages (erste und zweite Wahlperiode) und gehörte der CDU-Fraktion bis zum 28. Februar 1951 an. Ab dem 1. März 1951 war er fraktionslos, trat am 10. März 1951 der Fraktion der SRP bei und trat vom 15. Juli 1952 bis 23. Oktober 1952 als Mitglied der Fraktion der Abgg. Dr. Schrieber und Gen. auf. Das Mandat von Druck erlosch wie das anderer SRP-Fraktionsmitglieder am 23. Oktober 1952 durch ein Urteil des Bundesverfassungsgerichts.